# آ کانییسا
آ کانییسا (به اسپانیایی: A Cañiza) یک شهرستان در اسپانیا است که در استان پنتبدرا واقع شده‌است.